# Cotești, Vrancea
Cotești este satul de reședință al comunei cu același nume din județul Vrancea, Muntenia, România. Se află în partea de sud a județului, în Subcarpații de Curbură.